# Sebő Miklós
Sebő Miklós, 1919-ig Salzberger Miklós (Budapest, 1899. október 16. – Budapest, 1970. január 27.) magyar táncdalénekes. Több évtizedig az egyik legnépszerűbb rádióénekes volt.

## Pályafutása
Édesapja tapolcai születésű magánhivatalnok volt. Grafikus tanári oklevele átvétele után iparművésznek tanult, majd 1921. június 15-én az Országos Színészegyesület színiiskolájában is bizonyítványt szerzett. Ezután két éven át katonai szolgálatát töltötte le.
1922-ben leszerződött az Intim és a Faun Kabaréhoz. 1923-tól a Fővárosi Cabaret Bonbonnière-ben lépett fel. Közben volt grafikus, tanár, több évig banktisztviselő, és alkalmilag már koncertezett is.
1927-ben a berlini Parlophone lemezgyárral kötött szerződést. 1928-ban a Royal Orfeumban, 1930–1933 között a Steinhardt Színpadon szerepelt. Az 1930-as években a Magyar Rádió Buday–Hetényi–Sebő-trióban játszották lemezeit. A táncdalok mellett a Baross kávéházban magyar nótákat énekelt néhány hónapon át. Az 1940-es években megroppant egészsége miatt már csak ritkán szerepelt.
Élete során több száz hanglemezét adták ki.

## Lemezei
- OSZK hangtár
- Gramofon online (meghallgatható felvételek pontos adatokkal)

### CD
- Odavagyok magáért. Sebő Miklós énekel. Rózsavölgyi és Társa; RÉTCD 19
- Kemény Egon – Harmath Imre: Ritka madár a szerelem (1935, angol keringő) Sebő Miklós, Domina tánczenekar (Válogatás az Országos Széchényi Könyvtár Kemény Egon-gramofonfelvételeiből 1927-1947)[4]

## Filmszerepei
- Meseautó (1934, énekes)
- Elnökkisasszony (1935, énekes)
- Ez a villa eladó (1935, csak hang)
- 120-as tempó (1937)